# Maria Grollmuß

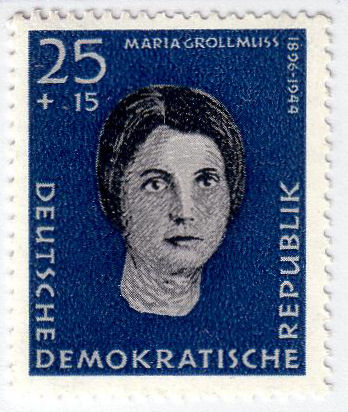
Maria Grollmuß auf einer Briefmarke der DDR (1959)

Maria Karolina Elisabeth Grollmuß (sorbisch Marja Grólmusec) (* 24. April 1896 in Leipzig; † 6. August 1944 in Ravensbrück) war eine deutsche katholische sorbische Publizistin und sozialistische Widerstandskämpferin gegen das NS-Regime.

## Leben
Maria Grollmuß wurde am 24. April 1896 als Tochter des promovierten Philologen und Schuldirektors Johannes Grollmuß (sorbisch Jan Grólmus) in Leipzig geboren. Im Dezember 1917 beendete sie ihre Ausbildung am Gaudigschen Lehrerinnenseminar in Leipzig. Ihre kurze Laufbahn als Volksschullehrerin an der Bürgerschule Leipzig-Reudnitz beendete sie mit der Ablegung der Wahlfähigkeitsprüfung. Anschließend absolvierte Maria Grollmuß ein philologisches und historisches Universitätsstudium in Berlin und Leipzig, das sie 1928 mit der Promotion über Joseph Görres und die Demokratie abschloss. Während der Zeit ihres Studiums gehörte sie zunächst dem Windthorstbund an, danach dem Sozialistischen Studentenbund.
Das besondere Interesse von Maria Grollmuß galt dem politischen Journalismus, und sie verfasste Beiträge für die dem linken Flügel der Zentrumspartei nahestehende Rhein-Mainische Volkszeitung und für die von Romano Guardini initiierte Zeitschrift „Die Schildgenossen“ der katholischen Jugendbewegung „Quickborn“. Die berufliche Existenz von Maria Grollmuß ist von raschem Szenenwechsel und dem Mangel an Vertiefungsmöglichkeiten bestimmt.
Maria Grollmuß zeigte sich in ihrem vor allem sozial bestimmten politischen Engagement zwar gleich bleibend, in ihrer politischen Zuwendung jedoch schwankend. Nach einem parteipolitischen Start 1927 in der SPD schloss sie sich 1929 der KPD an, aus der sie im selben Jahr wieder ausgeschlossen wurde, weil sie die Bildung einer separaten kommunistischen Gewerkschaft ablehnte. Sie trat zur Kommunistischen Partei-Opposition über, mit deren Minderheitsflügel um Paul Frölich und Jacob Walcher sie sich 1932 der Sozialistischen Arbeiterpartei Deutschlands (SAPD) anschloss. Hier gehörte sie zu den Unterstützern von Parteichef Max Seydewitz und optierte 1933 wie dieser nach dem von der Parteimehrheit abgelehnten Auflösungsbeschluss zu Gunsten der SPD.
Nach der NS-Machtübernahme 1933 leistete sie in enger Zusammenarbeit mit Seydewitz im Arbeitskreis Revolutionärer Sozialisten illegale politische Arbeit unter anderem als Unterstützerin politischer Gefangener, Transporteurin illegaler Literatur und als Fluchthelferin gefährdeter Genossen in die Tschechoslowakei. Hierbei wählte sie das in der Oberlausitz gelegene Dorf Radibor, die Heimat des Vaters, zum Ausgangspunkt ihrer Aktionen. Dabei unterhielt sie Kontakte mit Widerstandsgruppen aus SPD, KPD und SAPD und zu dem österreichischen Sozialisten Otto Bauer.

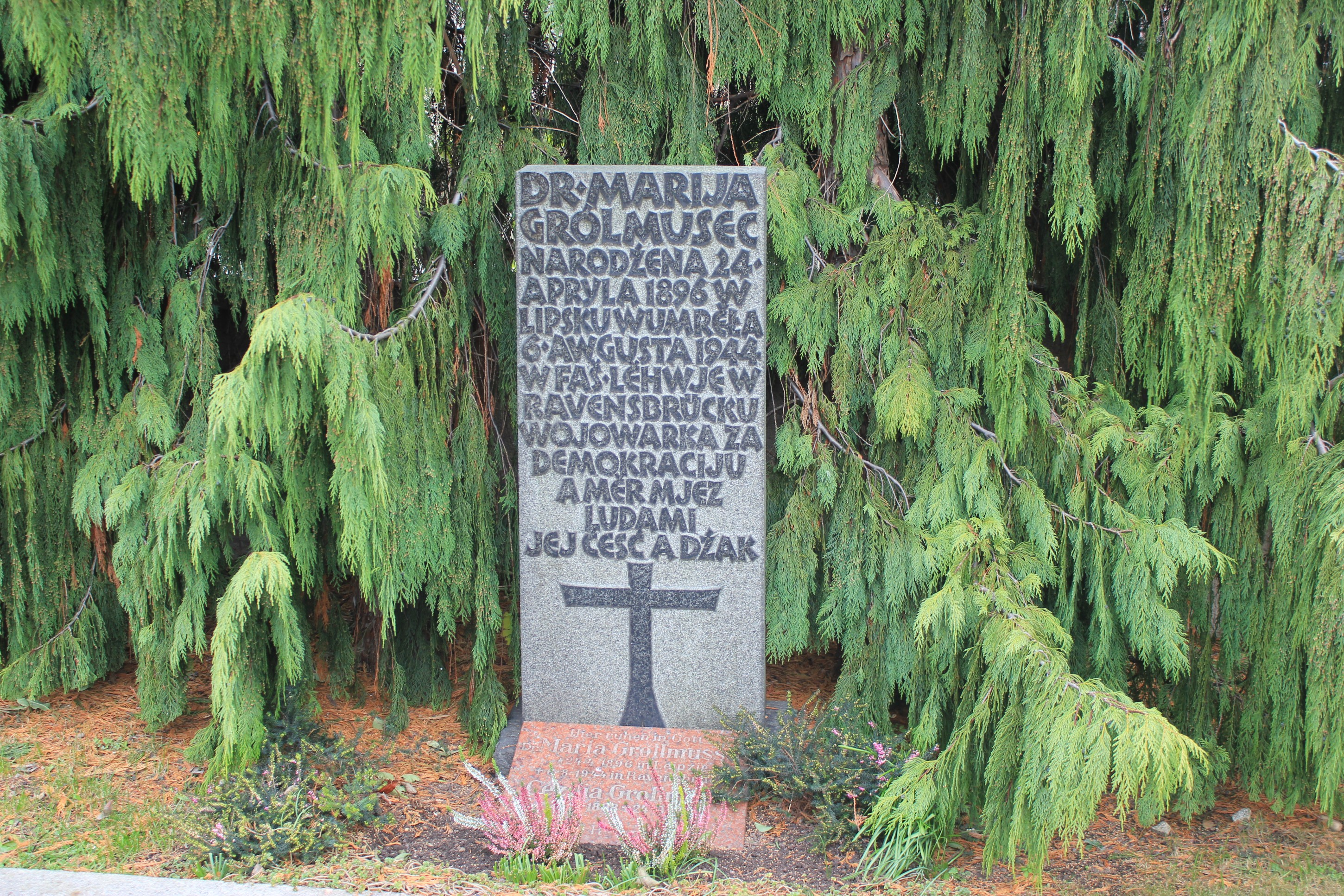
Grabdenkmal auf dem Friedhof in Radibor

Bald kam es zur Denunziation. Maria Grollmuß wurde am 7. November 1934 gemeinsam mit ihrem Genossen Hermann Reinmuth verhaftet. Sie wurde zunächst in Dresden inhaftiert, vor dem Volksgerichtshof angeklagt, am 23. November 1935 zu sechs Jahren (Reinmuth zu sieben Jahren) Zuchthaus verurteilt und in Waldheim eingekerkert. In der Zeit ihrer Inhaftierung wandte sich Maria Grollmuß intensiv der katholischen Spiritualität mit ihrer besonderen Marienmystik zu, wie vor allem aus dem stark verschlüsselten Briefwechsel an ihre Schwester hervorgeht. Das NS-Regime hatte ihr – für die Zeit nach Verbüßung der Haft in Waldheim – Freiheit und Therapiemöglichkeiten ihrer schon bekannten Krebserkrankung angeboten, wenn sie einer Spitzeltätigkeit in der sorbischen Widerstandsbewegung nachgehen würde. Maria Grollmuß lehnte ab und wurde im Dezember 1940 ins Frauenkonzentrationslager Ravensbrück bei Fürstenberg an der Havel überstellt. Hier konnte sie auf Grund ihrer Sprachkenntnisse vor allem gefangene Frauen aus Polen und der Tschechoslowakischen Republik unterstützen. Eine viel zu spät und unter unzumutbaren Bedingungen durchgeführte Tumoroperation führte am 6. August 1944 zum Tod. Ihre Urne wurde auf dem Radiborer Friedhof bestattet.

## Ehrungen

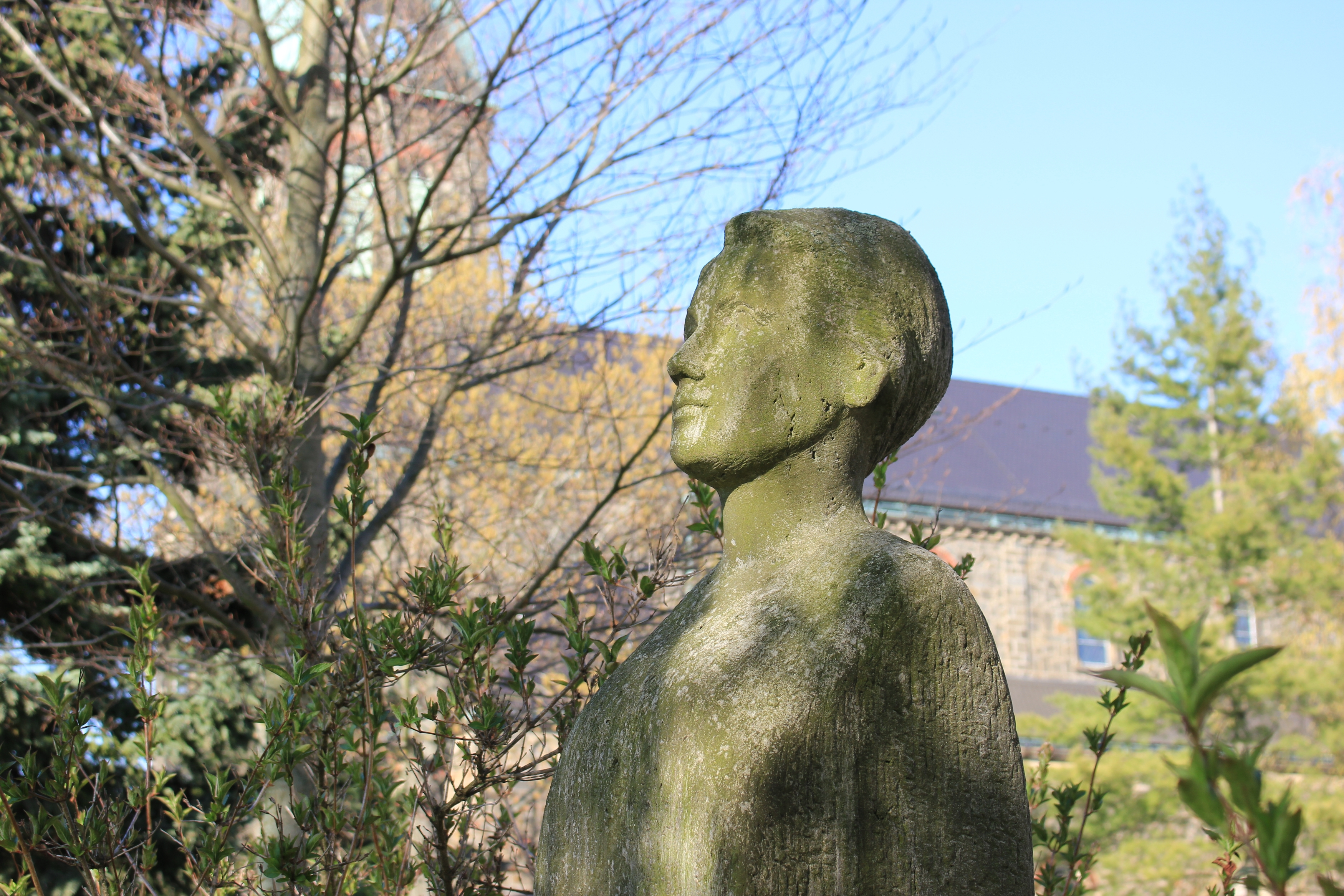
Grollmuß-Büste vor der nach ihr benannten Schule in Radibor

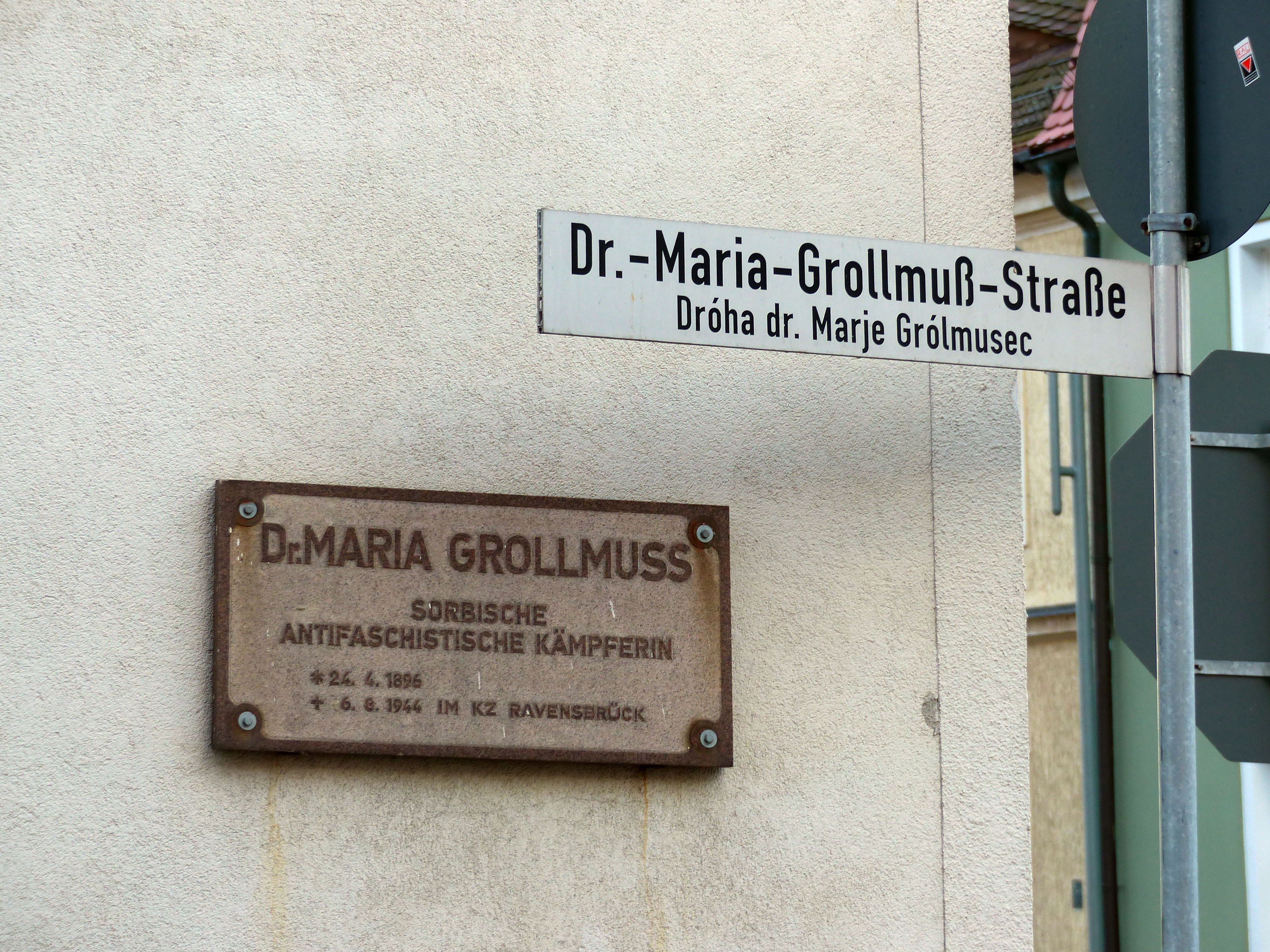
Gedenktafel in Bautzen

In der DDR wurde Maria Grollmuß als sorbische Antifaschistin und Widerstandskämpferin geehrt. Straßennamen in Bautzen, Hoyerswerda, Leipzig und mehreren Lausitzer Gemeinden, darunter Radibor, erinnern an Grollmuß. In Schleife und Radibor sind Grund- und Oberschule nach ihr benannt. Vor der Schule befindet sich zudem ein Grollmuß-Denkmal, das seit April 2021 zu den Frauenorten in Sachsen gehört.

## Schriften
- Die Frau und die junge Demokratie. Ein Bericht über Frau, Politik und Demokratie. Frankfurt am Main 1925.